# Pierre de Narbonne (évêque d'Albara)
Pour les articles homonymes, voir Pierre de Narbonne.
Pierre de Narbonne, mort avant 1130, était un clerc originaire de Narbonne. Il prit part à la première croisade et fut le premier évêque latin nommé par les croisés en Outremer en devenant archevêque d'Albara et d'Apamée.
Dès 1098, la charge de Pierre fut précurseur du patriarcat latin d'Antioche, établi deux ans plus tard à Antioche et dont le premier patriarche latin sera Bernard de Valence.

## Biographie
Pierre venait de Narbonne en Languedoc. À partir de 1097, il participe à la première croisade comme chapelain de la suite du comte Raymond de Saint-Gilles. Grâce à la protection du comte, il joua un rôle de premier plan parmi le clergé de la Croisade.
Après que l'armée croisée eut conquis Antioche à l'été 1098 après un long siège, le comte Raymond se lança dans une campagne de pillage au sud le long de l'Oronte à l'automne pour s'emparer de la nourriture dont il avait un besoin urgent. Il conquit d'abord Rugia et le 25 septembre 1098, la ville d'Albara. Les habitants qui n’avaient pas fui furent tués ou emmenés à Antioche comme esclaves. Raymond décida de prendre possession de la ville, d'y laisser une petite garnison et d'y établir une colonie latine. La mosquée locale fut transformée en église et Pierre fut nommé évêque d'Albara, dont le domaine séculier fut transféré au diocèse et Pierre reçut l'administration séculière d'Albara. La nomination d'un évêque chrétien latin par les croisés ne rencontra pas de résistance de la part du patriarche orthodoxe byzantin d'Antioche, contrairement aux années ultérieures, car aucun diocèse orthodoxe n'avait auparavant existé à Albara,. En 1099, Pierre fut même confirmé et consacré évêque par le patriarche grec orthodoxe, Jean l'Oxite, à Antioche. Lorsque Raymond conquit Maarat an-Numan en décembre 1098, il plaça également la partie de la ville qu'il contrôlait sous l'administration de l'évêque d'Albara.
La charge de Pierre fut précurseur du patriarcat latin d'Antioche, établi deux ans plus tard à Antioche et qui sera dirigé par un patriarche latin, le premier étant Bernard de Valence de 1100 jusqu'à sa mort en 1135.
Initialement, Raymond avait l'intention de laisser Pierre à Albara comme contrepoids à son rival Bohémond de Tarente, qui resta à Antioche et qui y établit une principauté. Lorsque l'armée croisée se mit enfin en marche vers Jérusalem en janvier 1099, il décida d'emmener Pierre avec lui, probablement pour motiver davantage de chevaliers à prendre part à la marche par son exemple et pour ne pas le quitter afin de s'emparer de terres. Pendant son absence, le chevalier Guillaume de Cunlhat prit le commandement d'Albara. Après la conquête de Jérusalem et la conclusion réussie de la croisade, Pierre retourna à son évêché d'Albara.
Dans la période suivante, tandis que Raymond et ses héritiers établissent leur propre territoire en Outremer avec le comté de Tripoli, Albara passe sous la souveraineté féodale de la principauté d'Antioche de Bohémond, même s'il n'est pas connu exactement quand cela s'est produit.
En 1104, après la défaite des croisés à la bataille de Harran, Pierre s'enfuit avec la garnison d'Albara vers la ville fortifiée d'Antioche, après quoi les musulmans de Ridwan d'Alep occupèrent Albara. Le 20 avril 1105, Radwan fut vaincu de manière décisive par Tancrède de Tarente lors de la bataille d'Artah, après quoi Albara revint aux mains des chrétiens.
En 1110, Pierre fut élevé au rang d'archevêque d'Apamée en plus de sa charge à Albara. Tancrède de Tarente avait conquis cette ville en 1106. Apamée était déjà un archevêché sous les Byzantins, qui y avait autrefois également inclus Albara. Cette fois, les revendications du patriarche grec orthodoxe furent ignorées et la consécration et la confirmation de Pierre furent effectuées par le nouveau patriarche latin d'Antioche, Bernard de Valence. Apparemment, Pierre a également été élevé au rang d'archevêque d'Albara, en tout cas il est maintenant parfois appelé archevêque d'Albara, parfois archevêque d'Apamée. Au cours de la période suivante, Pierre devint l’un des prélats les plus influents de la principauté d’Antioche.
En 1119, il participa en tant que représentant du patriarche à la bataille du Champ du Sang,[16] qui se termina par une défaite écrasante pour les croisés et à la suite de laquelle Albara fut à nouveau occupée par Il Ghazi ibn Ortoq. Ce n'est qu'à la fin de l'année 1122 que la ville fut reprise par Baudouin II de Jérusalem.
En avril ou mai 1123, le gendre d'Il Ghazi, Balak, assiégea à son tour Albara et finit par conquérir la ville et fit Pierre prisonnier. Cependant, il a pu s'échapper peu de temps après et s'est enfui dans la ville voisine de Kafr Tab, où il a pu se retrancher jusqu'à ce que Balak interrompe sa campagne. Les chrétiens ne réussirent à reprendre Albara qu'en 1130, date à laquelle Pierre était déjà mort.